# Indigofera verruculosa
Indigofera verruculosa là một loài thực vật có hoa trong họ Đậu. Loài này được Peter G.Wilson miêu tả khoa học đầu tiên.